# افعی مرگبار معمولی
افعی مرگبار معمولی (نام علمی: Acanthophis antarcticus) نام یک گونه از سرده افعی‌های مرگبار است.